# باشگاه فوتبال بانفیلد
باشگاه فوتبال بانفیلد (به اسپانیایی: Club Atlético Banfield) یک باشگاه فوتبال در شهر بانفیلد، بوئنوس آیرس کشور آرژانتین می‌باشد که در لیگ برتر فوتبال آرژانتین بازی می‌کند.
این باشگاه در تاریخ ۲۱ ژانویه ۱۸۹۵ تأسیس شده‌است.

## منابع

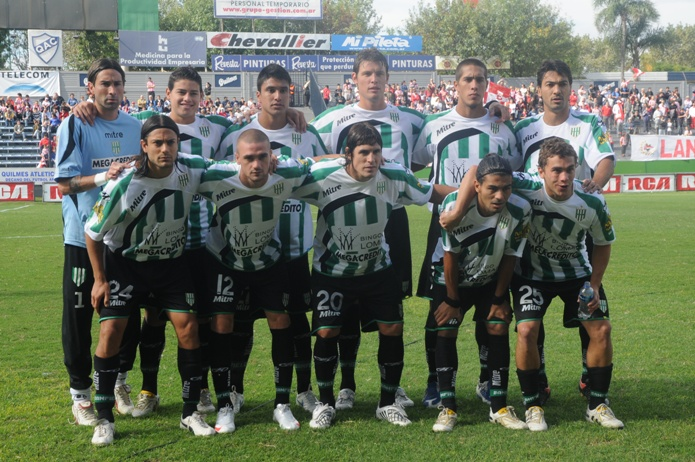